# Iulius Valentinus
Iulius Valentinus († 70 n. Chr.) war ein vornehmer Treverer, der beim Bataveraufstand gegen die römische Herrschaft in Gallien und Niedergermanien eine bedeutende Rolle spielte.
Nachdem sich Vespasian im Vierkaiserjahr als römischer Herrscher durchgesetzt hatte, sollten seine Feldherren die germanisch-gallische Erhebung des Iulius Civilis unterdrücken. Als daraufhin der mit der Kommandoführung in Germania inferior betraute Quintus Petilius Cerialis mit einer starken Streitmacht aus Italien heranrückte, mahnten die Remer zum Frieden und versuchten die anderen gallischen Stämme in diesem Sinne zu beeinflussen. Vor allem der junge Iulius Valentinus trat aber bei seinem Stamm nachdrücklich für die Fortsetzung des Kampfes gegen Rom ein und erreichte, dass sich die Mehrzahl der Treverer dieser Meinung anschloss.
Bald danach musste der treverische Anführer Iulius Tutor  an der Mündung der Nahe gegen Sextilius Felix eine Niederlage einstecken. Diese militärische Schlappe rief bei den Treverern große Bestürzung hervor. Es gelang Tutor und Valentinus jedoch, die treverische Wehrmacht wieder zu sammeln. Sie ließen, um eine Verständigung mit den Römern zu verunmöglichen, die Legionslegaten Herennius Gallus und Numisius Rufus töten, obwohl ihr Landsmann Iulius Classicus und auch Iulius Civilis davon abrieten. Der unterdessen in Mogontiacum (heute Mainz) eingetroffene Petilius Cerialis marschierte von dieser Stadt mit seinem Heer in Eilmärschen gegen den Hauptort der Treverer, Augusta Treverorum (heute Trier). Valentinus hatte zur Deckung von Augusta Treverorum nahe Rigodulum (heute Riol) am Hang des rechten Moselufers eine durch Wehranlagen verstärkte Stellung bezogen, welche die Römer eroberten. Valentinus und andere Adlige wurden von der zur Umgehung der Stellung abkommandierten Reiterei gefangen genommen. 2016 berichteten Archäologen, dass sie den Platz der zwischen Valentinus und den Römern ausgetragenen Kampfhandlungen entdeckt hätten; gefunden wurden u. a. Münzen, Schleuderbleie und Lanzenspitzen.
Nach der verlorenen Schlacht wurde Valentinus vor Domitian geführt, der seine Hinrichtung verfügte. Noch während seines gewaltsamen Endes zeigte er ungebrochenen Stolz.